# Jagd- und Reitereimuseum in Warschau

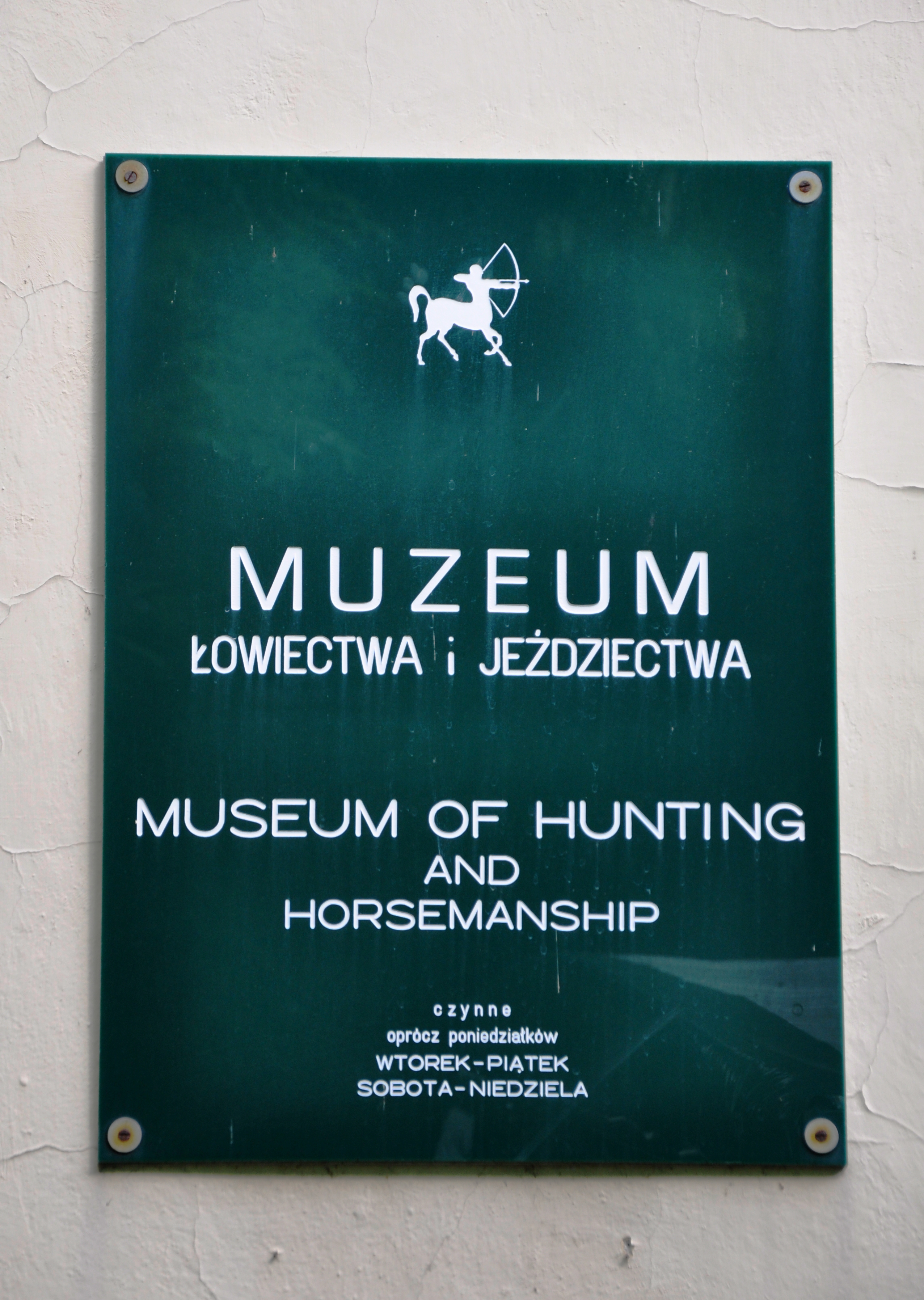

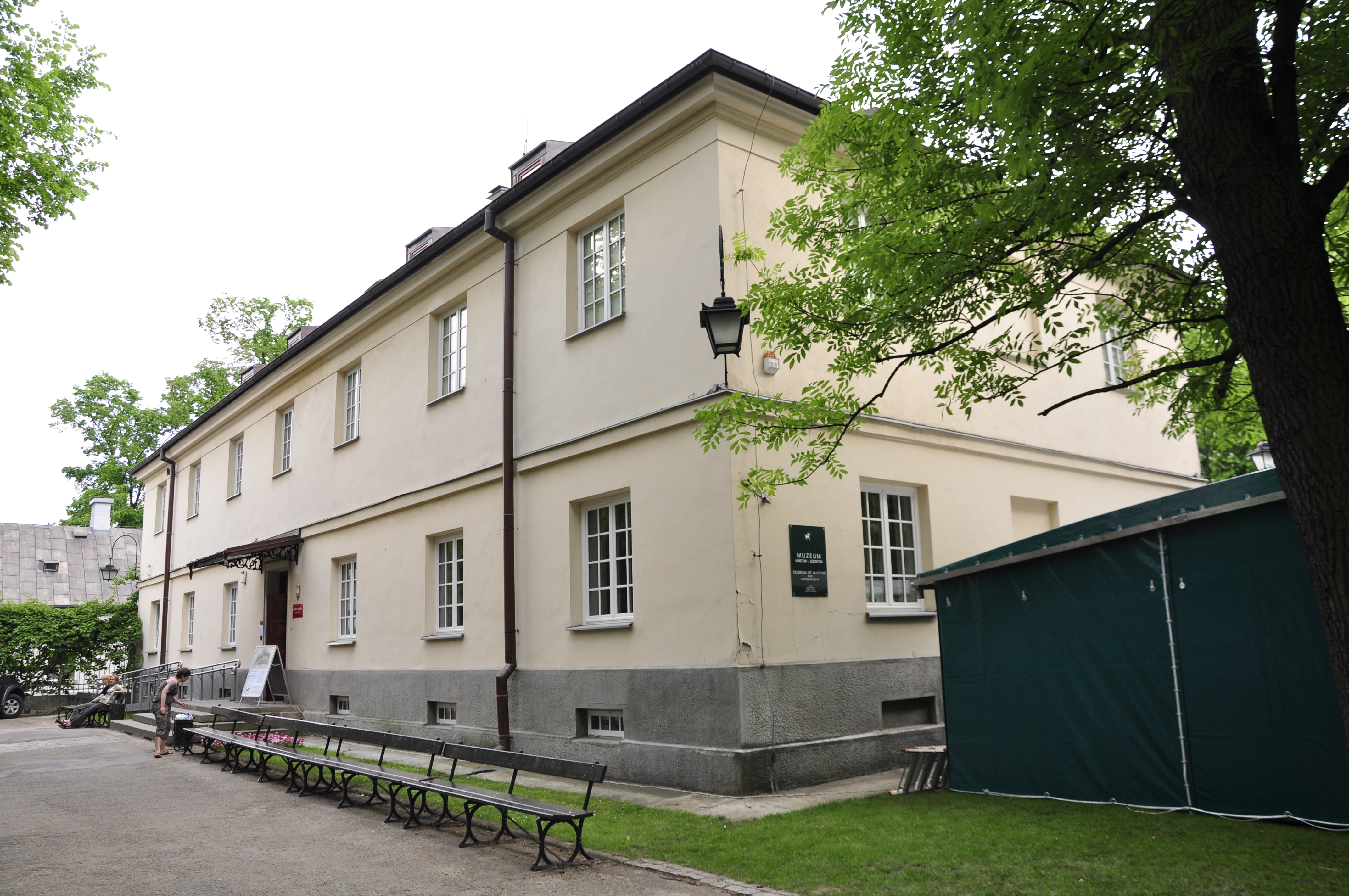
Die Ausstellungsräume zum Thema Jagd im Kasernengebäude

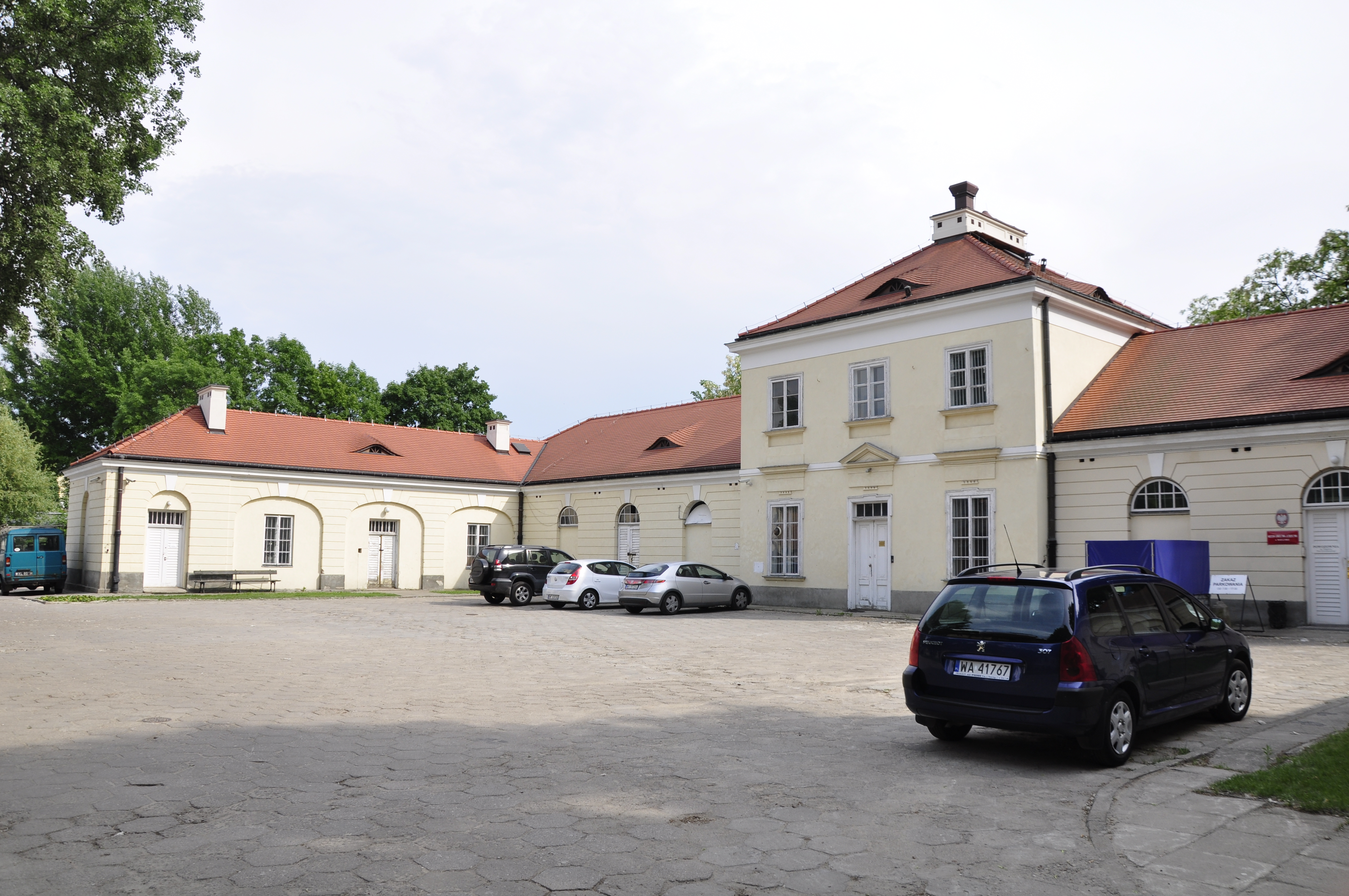
Das Reit- und Kutschenmuseum im „Kubicki-Stall“

Das Jagd- und Reitereimuseum (polnisch: Muzeum Łowiectwa i Jeździectwa w Warszawie) in Warschau ist Bestandteil der innerstädtischen Parkanlage Łazienki-Park. Es ist das einzige Museum dieser Art in Warschau und befindet sich in einem ehemaligen Kasernengebäude sowie nahe gelegenen Stallungen. Neben umfangreichen Trophäensammlungen werden Exponate aus der Reit- und Kutschengeschichte in Dauer- und Sonderausstellungen gezeigt.

## Museumsgebäude
Das Museum besteht aus zwei rund 100 Meter auseinanderliegenden historischen Gebäuden, die am Ostrand des Łazienki-Parks liegen. Die offizielle Anschrift lautet Ulica Szwoleżerów 9, jedoch muss man von hier aus rund 250 Meter in den Park hineingehen, um den Eingangsbereich des Museums zu erreichen.
Das Hauptgebäude, in dem sich die Ausstellungen zum Themenfeld Jagd befinden, ist ein unterkellerter zweigeschossiger Bau mit ausgebautem Dach im Stil eines schlichten Klassizismus. Es entstand in den Jahren von 1826 bis 1829. Unklar ist, ob der Architekt Wilhelm Heinrich Minter oder Jakub Kubicki federführend war. Das Gebäude wurde als Kaserne und Unterkunft für Gartenpersonal genutzt und entsprechend als „Kantonisten-Kaserne“ (Koszary Kantonistów), „Invaliden-Kaserne“ (Koszary Inwalidów) oder „Gärtnerhaus“ (Domek Ogrodnika) bezeichnet.
Die Ausstellung zur Reit- und Kutschengeschichte wird in einem ehemaligen Stall- und Remisengebäude gezeigt. Dieser Bau entstand 1825/1826 und wurde von Jakub Kubicki entworfen. Es handelt sich um ein ebenfalls schlichtes klassizistisches zweistöckiges Mittelteil (ehemals Wohnraum für Pferdepfleger und sonstiges Personal), an das sich zwei einstöckige, nach vorne abknickende Flügel (ehemalige Ställe und Remisen) anschließen. So entsteht ein halber Innenhof; das ansonsten als „Kubicki-Stall“ (Stajnia Kubickiego) bezeichnete Gebäude erhielt wohl auch wegen seiner Form den Spitznamen „Hufeisen“ (Podkowa). Die Remise wurde nach Zbigniew Prus-Niewiadomski benannt (Powozownia im. Zbigniewa Prus-Niewiadomskiego).

## Museum
Das heutige Museum entstand 1983 aus der Verschmelzung eines seit 1977 bestehenden und von dem Bildhauer Tomasz Konarski geführten Jagdmuseums sowie eines Reiterei-Geschichtsprojektes. Erster Leiter des Museums, das am 1. Juli 1983 gegründet wurde, war bis 1993 Konarski. Noch während der notwendigen Umbauarbeiten an den Gebäuden wurde die erste Ausstellung des Museums im Zentralbüro des polnischen Jagdverbandes organisiert. Die erste Dauererstellung im Kasernengebäude konnte 1985 eröffnet werden. 1993 wurde Piotr Hubert Świd zum Museumsleiter ernannt. 

## Ausstellung
Im Kellergeschoss des Kasernengebäudes befindet sich ein polnisches Jagdzimmer im Stil des ausgehenden 19. Jahrhunderts. Hier werden prämierte Trophäen, historische Jagdwaffen vom 17. bis zum 20. Jahrhundert und Gemälde von Juliusz und Wojciech Kossak gezeigt. Bedeutend ist ein Rehbock-Gehörn von 1896 aus Nienadowa, das bis 1967 Weltrekordhalter war. Im Nebenraum befindet sich eine umfangreiche Vogelsammlung: polnische Wald-, Wiesen-, Wasser- und Sumpfvögel. Es werden unter anderem ein Großer Brachvogel, Kuckucksente, Purpurreiher, Rohrdommel, Rotfußfalke, Schwarzhalstaucher, Trappe und Zwergtaucher gezeigt. Im Obergeschoss präsentiert die Ausstellung „Auge in Auge“ 70 Übersee-Trophäen. Es werden überwiegend präparierte Kopf- und Felltrophäen aus drei Klimazonen gezeigt: dem äquatorialen, dem gemäßigten und dem subarktischen Klima. Kern dieser Sammlung ist eine Kollektion von Roman Hubert Hupalowski (1905–1990), einem polnischen Richter und späteren Berufsjäger, der sie dem polnischen Volk vermachte. Im Obergeschoss befinden sich zwei Räume zu polnischen Waldtieren. Vom Biber bis zum Wisent finden sich hier vor allem ausgestopfte Tierarten.  
In der Zbigniew-Prus-Niewiadomski-Wagenremise, der einzigen in Masowien vorhandenen öffentlichen Kutschen-Sammlung, werden mehrere Dutzende Fahrzeuge gezeigt. Darunter Landauer, Mylords, Kabrioletts, Britschkas, Buggies, Jagdwagen und Schlitten – etwa von der Wende zum 20. Jahrhundert. Bedeutend ist ein Landauer aus der Pszczyna-Kollektion. 10 Kutschen stammen aus einer Sammlung in Landshut. Ergänzt wird die Ausstellung durch historisches Reit- und Gespannzubehör.

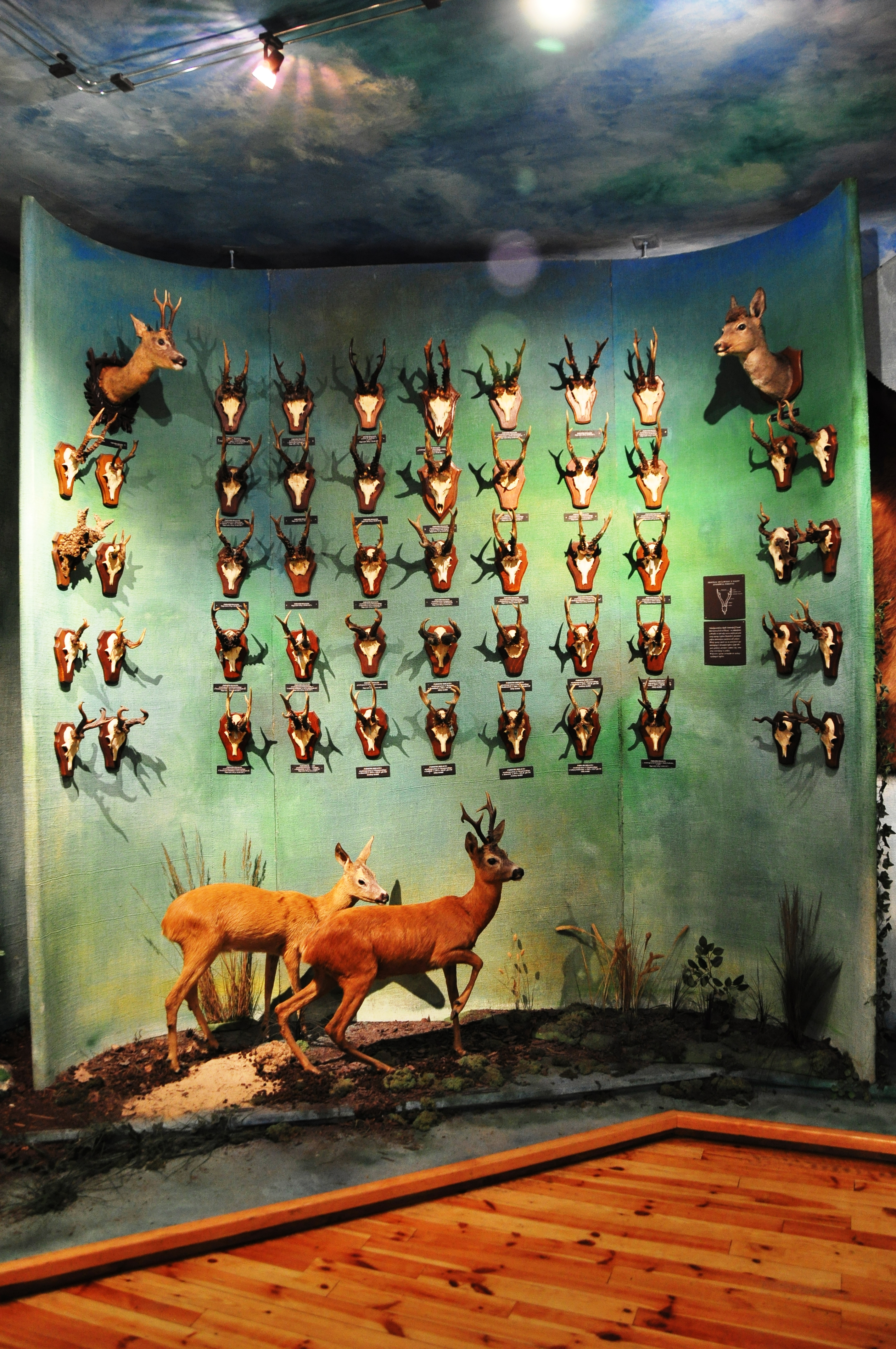
Trophäensammlung (Rehböcke)
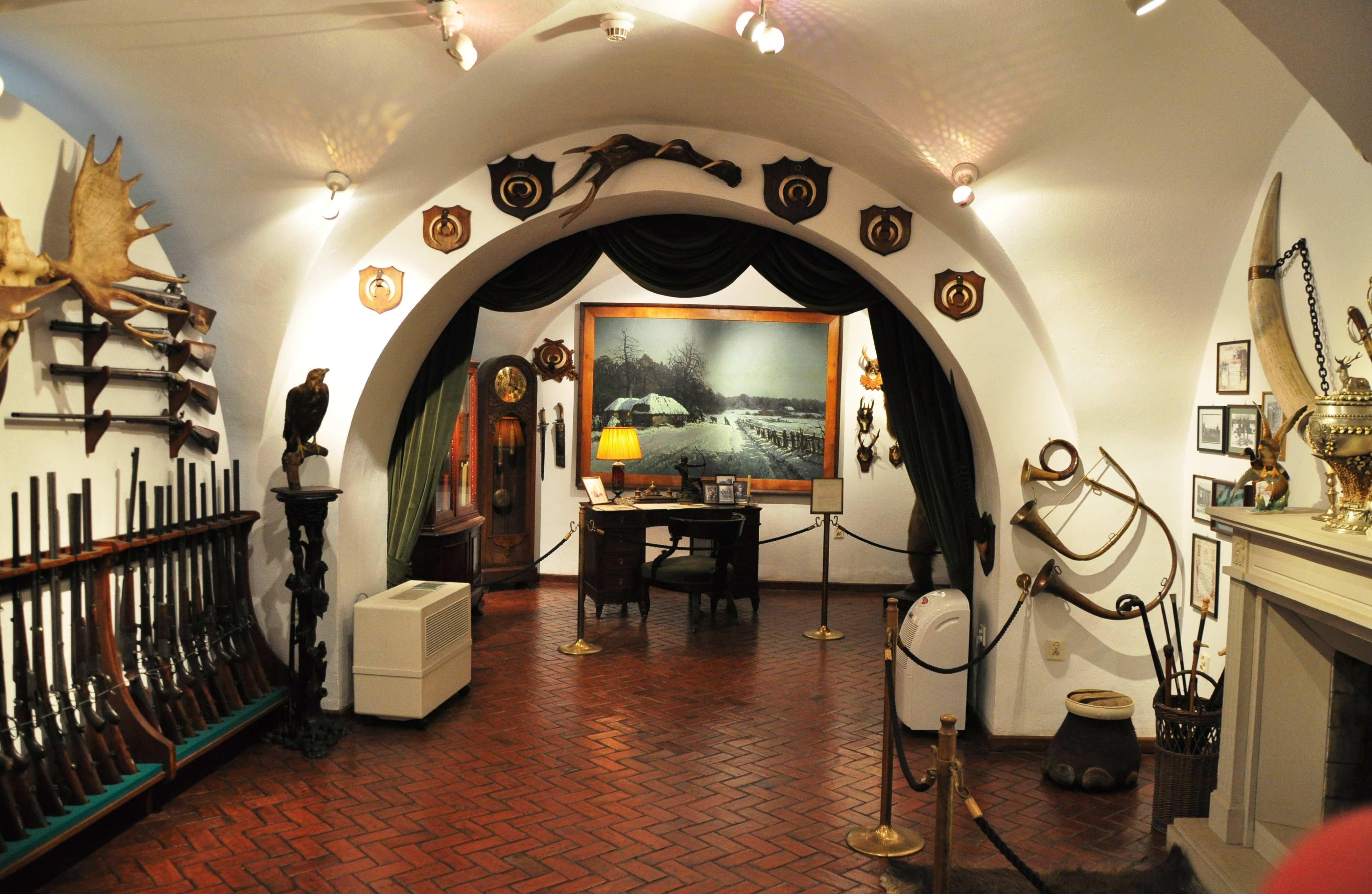
Das Jagdzimmer im Kellergeschoss
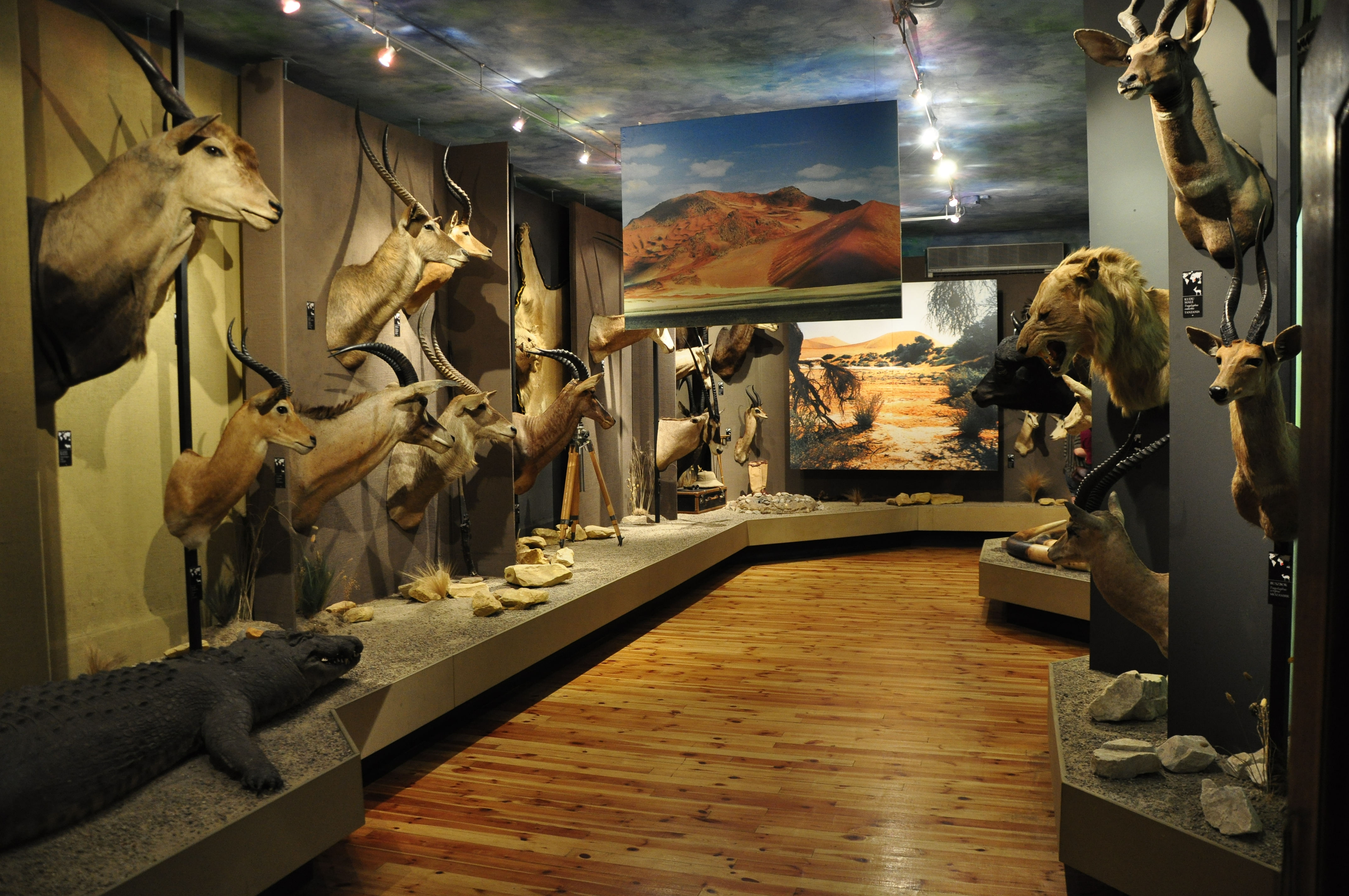
Die Übersee-Ausstellung „Auge in Auge“
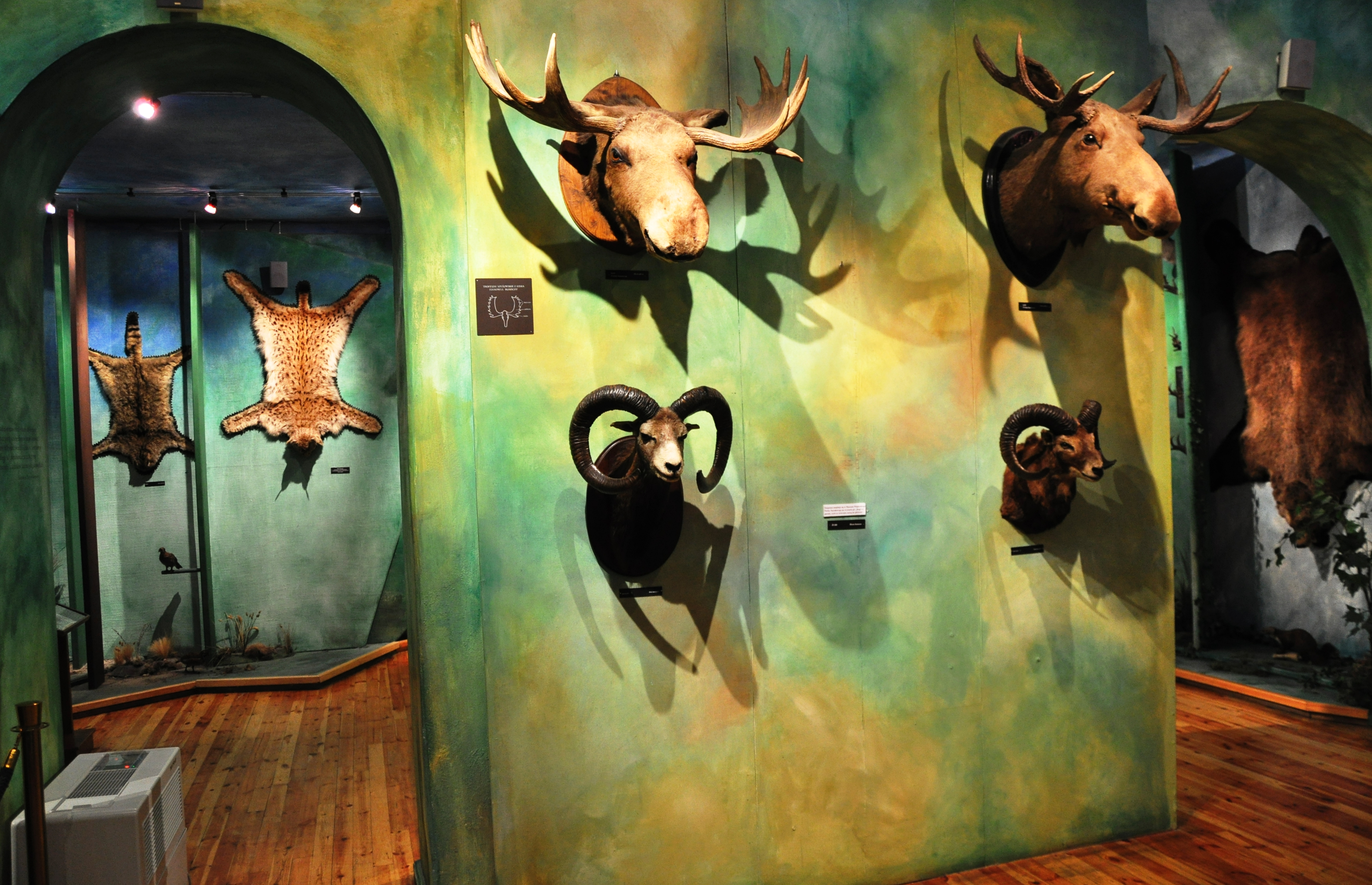
Aufgesetzte polnische Waldtiere